# Oficina Postal de los Estados Unidos-Downtown Station (San Diego)
Oficina Postal de los EE. UU.-Downtown Station  es un edificio histórico ubicado en San Diego, California.  Oficina Postal de los EE. UU.-Downtown Station se encuentra inscrito  en el Registro Nacional de Lugares Históricos desde el 11 de enero de 1985. William Templeton fue el arquitecto quién diseñó Oficina Postal de los EE. UU.-Downtown Station.

## Ubicación
Oficina Postal de los EE. UU.-Downtown Station se encuentra dentro del condado de San Diego en las coordenadas 32°42′51″N 117°09′22″O / 32.714167, -117.156111.